# Caspar Christian Hoffmann
Caspar Christian Hoffmann (1839 i Vindinge ved Roskilde – 1893) var en dansk komponist. Hoffmann var organist i Næstved og Herlufsholm.
Fra 6. september 1858 til 31. december 1866 var Hoffmann tredjelærer ved kommuneskolen. Dernæst blev han sang- og musiklærer på Herlufsholm 1867. Hoffmann var desuden organist ved Skt. Peder Kirke 1858-1880 samt organist ved Herlufsholm Kirke 1881.
Hoffmann skrev i 1878 melodien til Hil dig Frelser og forsoner (nr. 192 i Den Danske Salmebog, DDS) med tekst af N.F.S. Grundtvig samt melodien til DDS nr. 612 Den store Mester kommer også fra 1878 med tekst af B.S. Ingemann.
Hans navn staves oftest forkert i salmebogen med kun et n.
Han var fætter til skolemanden Anton Hoffmann.